# 魁斗镇
魁斗镇，是中华人民共和国福建省泉州市安溪县下辖的一个乡镇级行政单位。

## 行政区划
魁斗镇下辖以下地区：
魁斗村、镇西村、贞洋村、钟山村、佛仔格村、尾溪村、凤山村、奇观村、鲁藤村、蓬庭村、溪东村、大岭村、黎山场和翁后场。